# Anders Henrikson
Anders Henrik Henrikson (Stoccolma, 13 giugno 1896 – Stoccolma, 17 ottobre 1965) è stato un attore, regista e sceneggiatore svedese.

## Filmografia parziale

### Attore
- Den starkaste, regia di Axel Lindblom e Alf Sjöberg (1929)
- Notti di primavera (Valborgsmässoafton), regia di Gustaf Edgren (1935)
- Annonsera!, anche regista (1936)
- La sposa scomparsa (Intermezzo), regia di Gustaf Molander (1936)
- Senza volto (En kvinnas ansikte), regia di Gustaf Molander (1938)
- Frun tillhanda, regia di Gunnar Olsson (1939)
- A rischio della vita (Med livet som insats), regia di Alf Sjöberg (1940)
- Ett brott, anche regista (1940)
- Una donna in pericolo (Bara en kvinna), anche regista (1941)
- Malvagità (Tåg 56), anche regista (1943)
- La prigione (Fängelse), regia di Ingmar Bergman (1949)
- La notte del piacere (Fröken Julie), regia di Alf Sjöberg (1951)
- Barabba (Barabbas), regia di Alf Sjöberg (1953)
- Pojken i trädet, regia di Arne Sucksdorff (1961)
- Morianna (Morianerna), regia di Arne Mattsson (1965)

### Regista
- Släkten är värst (1936)
- Annonsera! (1936)
- Han, hon och pengarna (1936)
- 65, 66 och jag (1936)
- O, en så'n natt! (1937)
- Blixt och dunder (1938)
- Bara en trumpetare (1938)
- La baleniera dell'Antartide (Valfångare) (1939)
- Familjen Björck (1940)
- Ett brott (1940)
- Alle man på post (1940)
- Livet går vidare (1941)
- Una donna in pericolo (Bara en kvinna) (1941)
- Malvagità (Tåg 56) (1943)
- Jag är eld och luft (1944)
- Blod och eld (1945)
- Giftas (1955)
- Ett dockhem (1956)

### Sceneggiatore
- Ett brott (1940)
- Alle man på post (1940)
- Livet går vidare (1941)
- Una donna in pericolo (Bara en kvinna) (1941)